# Amtsgericht Bad Reichenhall

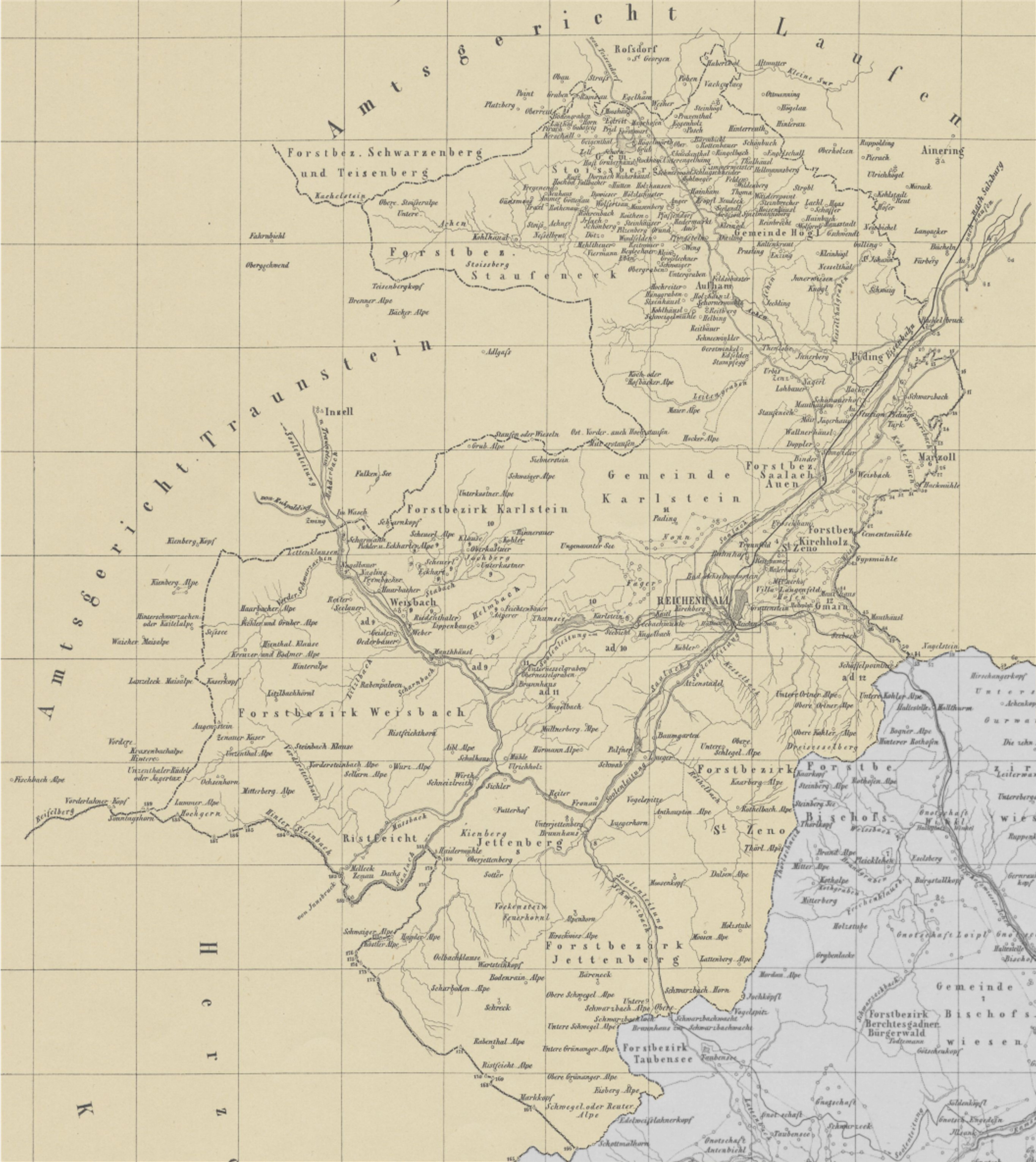
Zuständigkeitsbereich des Amtsgerichts Reichenhall (grau: das angrenzende, nur teilweise angezeigte Amtsgericht Berchtesgaden), Kartenausschnitt von 1896

Das Amtsgericht Bad Reichenhall (bis 1890 Amtsgericht Reichenhall) war ein von 1879 bis 1973 bestehendes Amtsgericht mit Sitz in Bad Reichenhall.

## Geschichte
Reichenhall verfügte bereits im Herzogtum Bayern über ein Landgericht und Pfleggericht. 1802 wurden in Bayern die heute so genannten Landgerichte älterer Ordnung eingerichtet, darunter auch das Landgericht Reichenhall. 1862 kam es zu einer größeren Verwaltungsumstrukturierung, wonach die administrativen Aufgaben des Landgerichts Reichenhall zusammen mit denen des Landgerichts Berchtesgaden dem Bezirksamt Berchtesgaden übertragen wurden.
Die verbleibenden Rechtspflegeeinrichtungen des Landgerichts Reichenhall wurden seither unter der bisherigen Bezeichnung vom „Landgericht Reichenhall“ wahrgenommen. Das Reichenhaller Gericht, wurde anders als üblich, erst anlässlich der Einführung des Gerichtsverfassungsgesetzes am 1. Oktober 1879 in „Amtsgericht Reichenhall“ (ab 1890 in „Amtsgericht Bad Reichenhall“) umbenannt. Dessen Sprengel entsprach unverändert dem des Landgerichts Reichenhall und umfasste die Gemeinden Aufham, Bayerisch Gmain, Högl, Jettenberg, Karlstein, Marzoll, Piding, (Bad) Reichenhall, Ristfeucht, Stoißberg, Weißbach und Sankt Zeno. Die Gemeinde Sankt Zeno wurde 1905 nach Bad Reichenhall eingemeindet. Jettenberg und Ristfeucht bildeten seit 1. Juli 1909 die Gemeinde Schneizlreuth und die Gemeinde Stoißberg wurde 1937 in Anger umbenannt.
Durch Inkrafttreten des Gesetzes über die Organisation der ordentlichen Gerichte im Freistaat Bayern am 1. Juli 1973 wurde das Amtsgericht Bad Reichenhall aufgehoben und in den Bezirk des Amtsgerichts Laufen eingegliedert.
Nächsthöhere Instanz für die hier angesprochene Region war und ist seit 1879 das Landgericht Traunstein.